# Серебрянське нафтове родовище
Серебрянське (Сріблянське) нафтове родовище — належить до Причорноморсько-Кримської нафтогазоносної області Південного нафтогазоносногу регіону України.

## Опис
Розташоване в Роздольненському районі Криму. Приурочене до Серебрянської депресії Каркінітсько-Північно-Кримського прогину. Серебрянське підняття (структурний ніс північ-північно-зах. простягання 3х3 км висотою 50 м) виявлене у 1961 р. Припливи нафти і газу одержані в 1971 р. з газових покладів верх. крейди в інтервалі 1766—1814 м, крім того, припливи нафти — з газових покладів коньякських (верхньокрейдових) утворень в інтервалі 1747—1820 м. Нафтогазоносні карбонатні породи.
Поклад масивний, пов'язаний з ділянкою підвищеної тріщинуватості і стилолітизації вапняків. Колектори змішаного порово-тріщинного і порово-тріщинно-кавернозного типу. Режим Покладу пружноводонапірний.
Запаси початкові видобувні категорій А+В+С1 — 133 тис.т. Густина дегазованої нафти 765, пластової — 688 кг/м³. Розробляється з 1990 р. Видобуто 4 тис. т нафти.